# نقص البروبيردين
نَقص البروبيردين (بالإنجليزية: Properdin deficiency)‏ وهوَ مَرض نادر مُرتبط بِالكروموسوم إكس، حَيث يَتميز المَرض بوجود نَقص حاد في البروبيردين الذي يُعتبر عامل مُتمم مُهم، وأكثر الأفراد عُرضة لهذا المَرض هم الأشخاص الذي يمتلكون القُدرة أو مصابين بِـمرض المكورات السحائية.